# Hrabstwo Colorado

Piramida wieku hrabstwa

Hrabstwo Colorado – hrabstwo położone w południowo-wschodniej części stanu Teksas w Stanach Zjednoczonych. Jego siedzibą jest Columbus, będące jednocześnie największym miastem hrabstwa. Nazwa pochodzi od rzeki Colorado, która przecina hrabstwo z północnego zachodu na południowy wschód.
Hrabstwo utworzono w 1836 roku z terytorium nieistniejących obecnie już hrabstw, później zanikało i powstawało na nowo, a ostateczny kształt uzyskało w 1905 r.

## Geografia
Hrabstwo Colorado zajmuje powierzchnię 2522 km². Z tego, 1,4% (35 km²) to obszary wodne. Lasy pokrywają ponad 28% powierzchni hrabstwa.

## Gospodarka
Gospodarka opiera się na rolnictwie (hodowla zwierząt egzotycznych, bydła, drobiu, świń i koni; uprawy ryżu, kukurydzy, bawełny, orzechów pekan; akwakultura na 21. miejscu w Teksasie; szkółkarstwo na 28. miejscu) oraz produkcji (głównie sprzęt energetyczny, filtry, materiały budowlane – w tym Titan Production Equipment, Columbus Industries, Heidelberg Materials). Ważne są także handel detaliczny, opieka zdrowotna, wydobycie ropy i gazu, budownictwo oraz usługi edukacyjne.

## Sąsiednie hrabstwa
- Hrabstwo Austin (północny wschód)
- Hrabstwo Wharton (południowy wschód)
- Hrabstwo Jackson (południe)
- Hrabstwo Lavaca (południowy zachód)
- Hrabstwo Fayette (północny zachód)

## Miejscowości
- Columbus
- Eagle Lake
- Glidden (CDP)
- Weimar

## Demografia
Według spisu powszechnego z 2020 roku, hrabstwo zamieszkiwało 20 557 osób. Struktura rasowa i etniczna przedstawiała się następująco:
- biali nielatynoscy – 54,2%
- Latynosi – 32,2%
- czarni lub Afroamerykanie – 12,4%
- rdzenni Amerykanie – 1,3%
- Azjaci – 0,8%.

## Religia
Członkostwo w 2020 roku: 
- katolicy – 39,1%
- protestanci (gł. baptyści, luteranie i metodyści) – ponad 20%
- świadkowie Jehowy – 1,8%.

## Główne drogi
Przez teren hrabstwa przebiegają autostrada międzystanowa, a także droga krajowa stanowa:
- autostrada międzystanowa nr 10
- U.S. Route 90
- Droga stanowa nr 71